# Février 1929

## Événements
- 9 février : assassinat à Hanoï du haut fonctionnaire André Bazin par des membres du parti nationaliste vietnamien Việt Nam Quốc Dân Đảng.
- 11 février : 
  - Signature des accords du Latran entre le gouvernement italien de Benito Mussolini et le cardinal Gasparri, secrétaire d’État du Saint-Siège. Ils garantissent la souveraineté du pape sur le territoire du Vatican ainsi que le caractère officiel de la religion catholique en Italie. En échange, le Vatican renonce au pouvoir temporel et reconnaît le royaume d’Italie avec Rome pour capitale et la maison de Savoie comme dynastie régnante. Le Saint-Siège obtient une confortable indemnité en compensation des territoires perdus.
  - Concordat signé à Rome entre Mussolini et Pie XI : réconciliation entre le Royaume d'Italie et l'Église. Création de l'État de la Cité du Vatican comme support et garant de l'indépendance de l'Église catholique romaine.
- 14 février : 
  - Massacre de la Saint-Valentin à Chicago.

## Naissances
- 1er février : Basilio Lami Dozo, militaire argentin († 1er février 2017).
- 2 février : John Henry Holland, scientifique américain († 9 août 2015).
- 3 février : Camilo Torres Restrepo, prêtre, révolutionnaire, sociologue et militant de gauche colombien († 15 février 1966).
- 5 février : Luc Ferrari, compositeur français († 22 août 2005).
- 6 février : 
  - Pierre Brice, comédien français († 6 juin 2015).
  - Jacques Mazoin, rugbyman français († 11 juillet 2020).
- 7 février : Alejandro Jodorowsky, réalisateur, acteur chilien.
- 8 février :
  - Thelma Chalifoux, pédagogue et sénatrice canadienne († 22 septembre 2017).
  - Claude Rich, acteur français († 20 juillet 2017).
- 10 février : Marc Michel, acteur franco-suisse († 3 novembre 2016).
- 13 février :
  - Eugène Parlier, footballeur suisse († 30 octobre 2017).
  - Rodislav Tchizikov, coureur cycliste soviétique († 3 mars 2010).
  - Jean Cabanot, historien et religieux catholique français.
- 14 février : Moustache, musicien et acteur français († 25 mars 1987).
- 17 février : Alejandro Jodorowsky, scénariste, réalisateur, acteur chilien.
- 18 février : Serge Sauvion, acteur français, voix de Peter Falk dans la version française de Columbo († 13 février 2010).
- 19 février : François de Cossé-Brissac, aristocrate français, 13e duc de Brissac († 6 avril 2021).
- 20 février : Amanda Blake, actrice américaine († 16 août 1989).
- 21 février :
  - Heidi Abel, présentatrice de télévision suisse († 23 décembre 1986).
  - Roberto Gómez Bolaños, scénariste, acteur, réalisateur et humoriste mexicain († 28 novembre 2014).
  - Maurice Meimoun, musicien et auteur-compositeur tunisien († 18 août 1993).
- 23 février :
  - Arnaldo Calveyra, poète, romancier, enseignant et traducteur argentin († 15 janvier 2015).
  - Claude Ulysse Lefebvre, avocat, homme d'affaires et homme politique canadien († 19 janvier 2016).
- 24 février :
  - Zdzisław Beksiński, peintre, photographe, dessinateur et sculpteur polonais († 21 février 2005).
  - Édith Tavert-Kloeckner, joueuse de basket-ball française († 10 mars 2022).
- 26 février : Paolo Ferrari, acteur italien († 6 mai 2018).
- 28 février : 
  - Frank Gehry, architecte américano-canadien.
  - John Montague, poète irlandais († 10 décembre 2016).

## Décès
- 3 février : Agner Krarup Erlang, mathématicien danois (° 1er janvier 1878).
- 8 février : Oscar Rex, peintre autrichien (°23 ou 26 mars 1857).
- 10 février : Édouard Adam, peintre français (° 2 avril 1847).
- 17 février : James Colebrooke Patterson, lieutenant-gouverneur du Manitoba.
- 27 février : Hugo von Habermann, peintre allemand (° 14 juin 1849).